# Atractaspis congica
Atractaspis congica – gatunek jadowitego węża z rodziny gleboryjcowatych (Atractaspididae).
Wyróżniane są obecnie 3 podgatunki:
- Atractaspis congica congica Peters, 1877
- Atractaspis congica leleupi Laurent, 1950
- Atractaspis congica orientalis Laurent, 1945

Najdłuższa zanotowana samica mierzyła 48,1 centymetra, samiec 50,6 centymetra. Ciało w kolorze od purpurowo-brązowego do czarnego. Samica składa od 3 do 7 jaj pod koniec lata.
Węże te zamieszkują głównie wilgotne sawanny na terenie Afryki Środkowej i Południowej – północno-wschodnia Namibia (Pas Caprivi), Angola, Zambia, Demokratyczna Republika Konga, Kongo i Kamerun.